# 마약과의 전쟁
마약과의 전쟁(영어: war on drugs)은 미국 내 불법 마약 거래를 줄이기 위한 목적으로 미국 연방 정부가 주도하는 마약 금지, 군사 지원, 군사 개입에 관한 세계적인 캠페인 정책이다. 이 계획 에는 참여 정부가 UN 조약을 통해 불법화한 향정신성 약물의 생산, 유통, 소비를 억제하기 위한 일련의 약물 정책이 포함되어 있다.

## 같이 보기
- 계급투쟁
- 필리핀 마약 전쟁
- 피해자 없는 범죄
- 황금의 초승달 지대
- 황금의 삼각지대